# Margaret Rutherford
Margaret Rutherford (Balham, Londres, 11 de mayo de 1892-Chalfont St Peter, Buckinghamshire, 22 de mayo de 1972) fue una actriz inglesa. Saltó a la fama después de la Segunda Guerra Mundial, cuando participó en los filmes Blithe Spirit (adaptación de la obra de teatro de Noël Coward) y The Importance of Being Earnest (adaptación de la obra de teatro de Oscar Wilde).

## Biografía
Rutherford nació en el suburbio londinense de Balham, era la única hija de William Rutherford Benn y su esposa. Su padre padeció de problemas mentales durante años y el 4 de marzo de 1883 golpeó a su propio padre hasta matarlo.
Siendo una niña, Rutherford fue llevada a la India, pero con tres años de edad, al morir su madre, regresó a Gran Bretaña para vivir con su tía Bessie Nicholson. Fue educada en la Wimbledon High School y la Royal Academy of Dramatic Art.
Inicialmente, Rutherford trabajó como maestra de elocución y no fue hasta más adelante en su vida cuando empezó su carrera como actriz al hacer su debut teatral en el Old Vic en 1925 a la edad de 33 años. Su apariencia física le impidió obtener papeles de heroína romántica y pronto logró fama en papeles cómicos, apareciendo en muchas de las películas británicas más exitosas de mediados del siglo XX. En muchos de estos filmes, interpretaba papeles que ya había representado en teatro. En 1945, se casó con el actor Stringer Davis y, en muchas ocasiones, aparecieron juntos en pantalla.
En los años 1950, Rutherford y Davis adoptaron a Gordon Langley Hall, quien más tarde se convertiría en escritor. Hall tuvo una cirugía de reasignación de sexo cuando se descubrió que había sido confundida con un hombre al nacer y cambió su nombre por Dawn Langley Simmons. Bajo este nombre escribió una biografía de Rutherford en 1983.
En 1961, Rutherford interpretó a Miss Marple en una serie de cuatro películas basadas en las novelas de Agatha Christie.
Rutherford, quien tenía 70 años entonces, insistió en vestir su propia ropa para interpretar el personaje de la detective y que su esposo, Stringer Davis apareciera junto con ella.
Rutherford ganó un Óscar y un Globo de Oro a la mejor actriz de reparto por su actuación en The V.I.P.s como la duquesa de Brighton al lado de Elizabeth Taylor y Richard Burton. 
En 1961, fue nombrada Oficial de la Orden del Imperio Británico (OBE) y, en 1967 fue elevada a Dama Comandante (DBE).
Webber Douglas Academy of Dramatic Art (La Academia de Artes Dramáticas Webber Douglas) nombró un premio en su honor.
Rutherford sufrió de la enfermedad de Alzheimer durante sus últimos años. Murió el 22 de mayo de 1972 a los 80 años y fue enterrada en el cementerio de la St. James Church en Gerrards Cross (Buckinghamshire). Cuando su esposo murió en agosto de 1973, fue enterrado junto a ella. Rutherford era prima del político Tony Benn.

## Filmografía
- The Wacky World of Mother Goose (1967, animada)
- Arabella (1967)
- A Countess from Hong Kong (1967)
- The Alphabet Murders (1965)
- Campanadas a medianoche (1965)
- Murder Ahoy! (1964)
- Murder Most Foul (1964)
- The V.I.P.s (1963)
- The Mouse on the Moon (1963)
- Murder at the Gallop (1963)
- Murder, She Said (1961)
- On the Double (1961)
- I'm All Right Jack (1959)
- Just My Luck (1957)
- The Smallest Show on Earth (1957)
- An Alligator Named Daisy (1955)
- Aunt Clara (1954)
- Mad About Men (1954)
- The Runaway Bus (1954)
- Trouble in Store (1953)
- Innocents in Paris (1953)
- Castle in the Air (1952)
- The Importance of Being Earnest (1952)
- Miss Robin Hood (1952)
- Curtain Up (1952)
- The Magic Box (1951)
- Quel bandito sono io (1950)
- The Happiest Days of Your Life (1950)
- Passport to Pimlico (1949)
- Miranda (1948)
- Meet Me at Dawn (1947)
- While the Sun Shines (1947)
- Blithe Spirit (1945)
- English Without Tears (1944)
- The Demi-Paradise (1943)
- Yellow Canary (1943)
- Quiet Wedding (1941)
- Spring Meeting (1941)
- Beauty and the Barge (1937)
- Big Fella (1937)
- Catch As Catch Can (1937)
- Missing, Believed Married (1937)
- Troubled Waters (1936)
- Dusty Ermine (1936)
- Talk of the Devil (1936)

## Premios y nominaciones
Premios Óscar
| Año  | Categoría               | Película            | Resultado |
| ---- | ----------------------- | ------------------- | --------- |
| 1964 | Mejor actriz de reparto | Hotel Internacional | Ganadora  |